# Ереванский кинофестиваль 2008
5-й Ереванский кинофестиваль «Золотой абрикос» 2008 года — прошёл в Ереване — столице Республики Армения с 13 июля по 20 июля.

## История
Кинофестиваль проходил под девизом с 13 июля по 20 июля 2008 года в столице Армении Ереване. Открывался «Золотой абрикос 2008» ереванской премьерой фильма «Райские птицы» украинского кинорежиссёра армянского происхождения Романа Балаяна. По словам директора программ фестиваля Микаела Стамболцяна, организаторы всегда пытаются подобрать для открытия работу армянского кинорежиссёра. Фильм Балаяна на армянском языке представил Владимир Машков

Для участие в 5-м Международном кинофестивале «Золотой абрикос» поступило около 450 заявок из 67 стран мира, из которых для участия в конкурсе было выбрано 166 работ.
Конкурсные фильмы, как и годом ранее, были представлены по следующим номинациям: «Игровые фильмы», «Документальные фильмы» и «Армянская панорама». При этом наиболее интересные фильмы, не прошедшие по конкурсу, были показаны в рамках программ «Документальный фильм» и «Армянская информационная программа». В первый день фестиваля президент «Золотого абрикоса» Арутюн Хачатрян сообщил, что впервые в Армении Манташевской награды удостоился глава спонсирующей фестиваль компании VIVAcell Ральф Йирикян 

Во внеконкурсной программе руководством фестиваля было подготовлено ряд интересных проектов. Ереванскому зрителю был представлен проект «Европейская панорама», в рамках которого демонстрировались новинки международного кинематографа. Отдельно в рамках «Европейской панорамы» шли дни французского, немецкого и голландского кино. Любители французского кинематографа имели возможность смотреть фильмы режиссёров Мии Хансен-Лёве «Все прощено», Селин Сьяммы «Водяные лилии», «Постоянные любовники» Филиппа Гарреля, а также фильм «Скафандр и бабочка» Джулиана Шнабеля, который в 2007 году за эту картину на Каннском кинофестивале был признан лучшим режиссёром.
16 июля демонстрировался последний на тот момент фильм голландского режиссёра Йоса Стеллинга «Душка» с российским актёром Сергеем Маковецким в главной роли. Также были показаны фильмы из Италии, Китая, Германии и США.
В рамках проекта «Ереванские премьеры» прошёл показ фильмов американского режиссёра Фрэнсиса Копполы «Молодость без молодости», сербского режиссёра Горана Паскалевича «Оптимисты», а также фильм немецкого режиссёра Вима Ведерса «Съёмки в Палермо».
Одновременно c «золотым абрикосом» были проведены мастер-классы, устроены конкурсы и форумы, так был проведён второй региональный форум «Режиссёры без границ», а в рамках форума «Всеармянский проект» было подготовлено два кинопроекта: игровой — на тему «Дом» и документальный — «Земля», как стало известно позже «Домом» будет руководить Атом Эгоян, который взяв руководство над молодыми кинорежиссёрами отправился с ними в поездку по Армении, где они снимали короткие фильмы для представления их на фестивале «Золотой абрикос»
Во время проведения фестиваля была показана ретроспектива картин французского режиссёра Катрин Брейя — «Старая любовь», «Романс Х» и «О моей сестре» и иранского режиссёра Дариюша Мехрджуи. В рамках специальной программы «Дань уважения», были показаны фильмы известного армянского режиссёра Артавазда Пелешяна и итальянского кинорежиссёра Микеланджело Антониони. Была проведена специальная программа «Сароян-100», в рамках которой гостям и участникам фестиваля были представлены порядка 15 картин различных жанров — игровые и анимационные, снятые российскими и армянскими режиссёрами по мотивам произведений Уильяма Сарояна, чей юбилей которого внесён в список юбилеев ЮНЕСКО. Во многом благодаря стараниям профессора Южно-Калифорнийского университета Тиграна Гуюмчяна было показано три фильма, посвящённых столетию Сарояна, а со своим фильмом «Магаданоси айги» на фестиваль приехал и племянник Вильяма Сарояна, кинорежиссёр Хенк Сароян.
Закрытие «Золотого абрикоса» состоялось фильмом Атома Эгояна «Поклонение», получившим приз Экуменического жюри на Каннском кинофестивале.
После закрытия фестиваля в Ереване «Золотой абрикос» совершил турне по регионам Карабаха, Джавахети, городам и селам Армении. В 2008 году фестиваль на колесах «Золотой абрикос» прошёл впервые в Джавахети, и второй раз в непризнанной НКР. Во время турне на суд зрителю были представлены лучшие фильмы пятого международного ереванского кинофестиваля «Золотой абрикос».

## Премия имени Параджанова «за вклад в мировой кинематограф»
- Микеланджело Антониони (Италия) (посмертно)
- Дариюш Мехрджуи (Иран)
- Вим Ведерс (Германия)

## Премия имени Параджанова «за смелость в искусстве»
- Катрин Брейя (Франция)

## Жюри конкурса

###### в номинации лучший фильм
- Дариюш Мехрджуи (Иран)
- Горан Паскалевич (Сербия)
- Азизе Тан (Турция)
- Ашот Адамян (Армения)

###### в номинации лучший документальный фильм
- Михаэль Главоггер (Австрия)
- Сергей Буковский (Украина)
- Карапетян Карла (Великобритания)
- Манский Виталий (Россия)

###### в номинации «Армянская панорама»
- Анаит Назарян (США)
- Патрик Казалс (Франция)
- Завен Гукасян (Иран)
- Рузан Закарян (Армения)
- Микаел Довлатян (Армения)

###### в номинации приза Международной федерации кинопрессы (ФИПРЕССИ)
- Шейла Джонстон (Великобритания)
- Алин Ташциян (Турция)
- Сирануш Галстян (Армения)

###### в номинации приза экуменического жюри
- Йос Хореманс (Бельгия)
- Денис Мюллер (Франция)
- Геворг Сароян (Армения)

## Победители и лауреаты конкурса

### Лучший фильм
ГРАН ПРИ — ЗОЛОТОЙ АБРИКОС
- «Русалка» Анна Меликян(Россия)

специальный приз жюри — серебряный абрикос
- «Лимонное дерево» Эрам Рикли (Израиль)
- «Чудесный город» Адитья Ассарат (Таиланд)

Специальный диплом жюри
- «Конец земли» Завен Гукасян (Иран)

### Лучший документальный фильм
ГРАН ПРИ — ЗОЛОТОЙ АБРИКОС
- «Женщины многое видят» Мейра Ашер (Израиль)

специальный приз жюри — серебряный абрикос
- «Лакшми и я» Ништа Джаин (Индия)

### Лучший фильм «Армянской панорамы»
ГРАН ПРИ — ЗОЛОТОЙ АБРИКОС
- «Сумерки» Эрик Назарян (США)

специальный приз жюри — серебряный абрикос
- «Гата» Диана Мкртчян(Россия)

Специальный диплом жюри
- «Арарат. Миниатюры» Мариам Оганян (Армения)

## Другие призы
Приз Международной федерации кинопрессы (ФИПРЕССИ)
- «Мой Марлон и Брандо» — Хусейн Карабей (Турция)

Приз экуменического жюри
- «Сумерки» Эрик Назарян (США)

Специальный диплом экуменического жюри
- «Мой Марлон и Брандо» — Хусейн Карабей (Турция)